# Comilla
Comilla er en by i det østlige Bangladesh, med et indbyggertal på cirka 296.010 (2011) indbyggere. Byen er hovedstad i et distrikt af samme navn og ligger på grænsen til nabolandet Indien.